# Teateråret 1926

## Händelser

### Februari
- 1 februari - Den persiska mattan Den persiska mattan blir första svenska radiopjäs att sändas i SR. [1]

### Okänt datum
- Pauline Brunius, John W. Brunius och Gösta Ekman blir teaterdirektörer för Oscarsteatern
- Ernst Rolf bygger om biografen Odeon till Odeonteatern,
- Ernst Eklund blir chef för Konserthusteatern i Stockholm
- Ernst Rolf hyr Cirkusbyggnaden på Djurgården för att ge lyxrevyföreställningar
- Ninette de Valois knyts till Old Vic i London och skapar Sadler's Wells-baletten[2]

## Årets uppsättningar

### Januari
- 22 januari - August Strindbergs pjäs Advent har Sverigepremiär på Dramaten i Stockholm [3].

### April
- 25 april - Giacomo Puccinis opera Turandot har urpremiär i Milano [4].

### September
- 1 september - *Hjalmar Bergmans pjäs Dollar uruppförs på Oscarsteatern i Stockholm.

### Okänt datum
- Pelléas och Mélisande har Sverigepremiär på Kungliga Teatern.
- Oscar Rydqvists pjäs Hans Majestät får vänta uruppförs på Komediteatern i Stockholm.
- Vilhelm Mobergs pjäs Kassabrist uruppförs på Blanche-Teatern i Stockholm.

## Födda
- 29 november - Gunnar Friman (död 2008), svensk revyartist och konstnär.